# Acueducto Fraccionamiento
Acueducto Fraccionamiento är en ort i Mexiko.   Den ligger i kommunen Tecalitlán och delstaten Jalisco, i den södra delen av landet, 400 km väster om huvudstaden Mexico City. Acueducto Fraccionamiento ligger 1 115 meter över havet och antalet invånare är 802.
Terrängen runt Acueducto Fraccionamiento är varierad. Runt Acueducto Fraccionamiento är det ganska glesbefolkat, med 24 invånare per kvadratkilometer. Närmaste större samhälle är Tecalitlan, 1,4 km sydost om Acueducto Fraccionamiento. I omgivningarna runt Acueducto Fraccionamiento växer huvudsakligen savannskog.